# Zaraszów
Zaraszów – wieś w Polsce położona w województwie lubelskim, w powiecie lubelskim, w gminie Bychawa.
W latach 1975–1998 miejscowość położona była w województwie lubelskim.
Wieś stanowi sołectwo gminy Bychawa. Według Narodowego Spisu Powszechnego z roku 2011 wieś liczyła 233 mieszkańców.
Wierni Kościoła rzymskokatolickiego należą do parafii św. Jana Chrzciciela i św. Franciszka z Asyżu w Bychawie.

## Historia
Zaraszów w wieku XIX stanowił wieś i folwark w powiecie lubelskim, gminie i parafii Bychawa, odległy 26 wiorst od Lublina. Folwark został w 1886 roku oddzielony od dóbr Gałęzów. Dobra Gałęzów zostały natomiast nabyte przez Marię Koźmian w 1866 roku za kwotę 82 500 rubli srebrnych.
Charakterystyka dóbr Zaraszów
W 1891 r. folwark Zaraszów posiadał rozległość dominalną mórg 700, w tym: gruntów ornych i ogrodów mórg 488, pastwisk mórg 2, lasu mórg 196, nieużytków mórg 14. W folwarkach budynków murowanych 4, drew. 12. Płodozmian w uprawach 11 polowy las nieurządzony. Wieś Zaraszów posiadała 22 osady z gruntem 217 mórg.
Według spisu z roku 1827 było tu 11 domów i 54 mieszkańców.
W latach 1810–1818 na wzór naturalistycznego parku książąt Czartoryskich w Puławach, Jan Koźmian założył niewielki park obok folwarku w Zaraszowie, z którego do dziś pozostała niewielka aleja kasztanowa prowadząca kiedyś do dworu i tak zwane drzewo cierniowe (glediczja trójcierniowa).

## Edukacja
Szkoła Podstawowa w Zaraszowie powstała w roku 1916. W 2018 budynek przeszedł termomodernizację; został docieplony, zmieniono dach, elewację, ocieplenie, wymieniono ogrzewanie CO. 16 września 2018 odbyła się uroczystość nadania szkole imienia ks. Dominika Maja.